# Some Fixer
Some Fixer è un cortometraggio muto del 1915 diretto da  Al Christie.

## Produzione
Il film fu prodotto dalla Nestor Film Company.

## Distribuzione
Distribuito dall'Universal Film Manufacturing Company, il film uscì nelle sale cinematografiche USA l'11 ottobre 1915.